# خليج أبحر
خليج أبحر أو شرم أبحر أو الكراع هو أحد الشواطئ الشمالية لمدينة جدة، بالمملكة العربية السعودية. يقع الشرم في شمال المدينة على بعد يقل عن 30 كيلومتراً من وسطها التاريخي القديم. ويبلغ طوله 11 كيلومتراً تقريباً بعرض يتفاوت بين 300 إلى 500 متر. كان الخليج بعيداً عن نطاق العمران وغنياً بأنواع الحياة الفطرية. إلا أنه بعد طفرة النفط، أصبح الخليج هدفاً سياحياً واستثمارياً.

## الموقع والتضاريس
يقع شرم البحر في شمال مدينة جدَّة بمنطقة مكة المكرمة عند دائرة عرض 07/46/21 وخط طول 40/08/39.
تبعد أبحر هذه عن جُدَّة بنحو 30 كيلومترًا إلى 39 كيلومترًا وتتصل إلى الشرق الشمالي بمسرَبَ منخفض للبحر يتجه إلى الشرق يفيض فيه ماء البحر وقت المد، ويتقلص عنه في وقت الجزر ويعرف بالكُراع لدى الناس فيما مضى وفي الحاضر. وقد عمل مكتب التخطيط في جُدَّة لأبحر خريطة نظمها تنظيمًا حديثًا. والهواء هناك عليل بارد بسبب إحاطة البحر بأبحر من غربه وجنوبه (7).

## التاريخ
جاء رحالة عرب وغربيون على ذكر خليج أبحر في كتاباتهم عن رحلاتهم التي زاروا فيها مدينة جُدَّة أو ذكروها. ومنها:

### كارستن نيبور
زار الرحالة الدنمركي كارستن نيبور جُدَّة عام 1762م على رأس فريق علمي أرسله ملك الدنمارك فردرك للتعرف على جزيرة العرب وأهلها. ويعتبر كارستن نيبور أول رحالة أوربي مستكشف يصل مدينة جُدَّة وإن سبقه بعض الأوروبيين مثل فاريثما عام 1503م وجوزيف بتس عام 1680م.
وعند دراسة خط سير رحلة نيبور من السويس إلى جُدَّة وُجِد أنه توقف في أبحر قبل أن ترسو سفينته في ميناء جُدَّة. يقول نيبور عن خط سير رحلته:
ومنذ انطلقنا من السويس أبحرنا نحو الشرق فتمكنت من رؤية الشمس في الهاجرة، وأنا في المقصورة. في 27 أكتوبر، وقبل الظهر بدقائق، توجهنا نحو الجنوب مباشرة، مما منعني من تحديد ارتفاع القطب بدقة. وبعد الظهر، أبحرنا نحو الجنوب والجنوب الغربي، ويمتد شاطئ شبه الجزيرة جنوبًا حتى جُدَّة. وعند الساعة الواحدة، مررنا أمام (أم المسك)، وهي جزيرة صغيرة قرب الشاطئ، وبعد الساعة الثانية، كانت جزيرة (حرام)، وهي جزيرة صغيرة أخرى، إلى الغرب منا. ثم بعد ذلك، أبحرنا في قناة ضيقة للغاية بين أرصفة المرجان، ويحاول أي بحار أوروبي التوجه إلى عرض البحر، لكن ريس سفيتنا ارتأى عدم الابتعاد عن الشاطئ حتى يتمكن والركاب من الهرب إلى اليابسة أن غرقت السفينة.. وعند المساء رسونا قرب رأس الحطبة. وفي 28 ظهرًا وصلنا قبالة جبل وكر (Wakr) وأمضينا الليلة أمام أبحر (Obhar)، حيث يدخل الخليج عميقًا في اليابسة حتى ليظنه المرء نهرًا. أن مدخل هذا المرسي ضيق للغاية، لكنه آمن حتى أننا لم ننزل المرساة، واكتفينا بربط السفينة من الجهتين بحجارة كبيرة في أرصفة مرجانية، وتقع أبحر على خط عرض 21، 20، إلا في حال وجود شاطئ مستقيم بعيد يقع قرب الهاجرة، جعلني أخطى في تقديري.. وفي الـ(29) منه صباحًا غادرنا أبحر بعد هبوب رياح رملية، ووصلنا عند الثانية من بعد الظهر إلى جُدَّة ورسونا على بعد نصف ميل إلى غرب المدينة، على خط عرض 21، 27 بين أرصفة المرجان.

### القاسم بن يوسف التجيبي السبتي
زار القاسم السبتي مكة لأداء فريضة الحج عام 696هـ وزار خلال رحلته تلك مدينة جُدَّة. وقبل الوصول إلى جُدَّة رست السفينة التي كانت تقل السبتي وصحبه في مرسى أبحر، وذلك في اليوم السابع من رمضان سنة 696هـ. ذكر السبتي في كتابه عن رحلته:
ثم بلغنا من مرسى المربوطة في المركب الواصل مستبشرين بالتيسير والتسهيل بفضل الله ورحمته، فكان الأمر كذلك، وأعطانا الله ريحًا رخاء طيبة، وجعل لنا البحر مثل الصهريج، ولم تزل الحال كذلك إلى أن دخلنا مرسى من مراسي الحجاز الشريف يعرف بأبحر، ولله الحمد والشكر، وذلك في يوم الجمعة السابع لشهر رمضان المعظم من سنة ست المذكورة (696هـ). وهذا المرسى من أحسن المراسي وضعًا، وهو شبه خليج من البحر يدخل في البر، والبر مطيف بحافتيه، ويُكّن من جميع الأرواح، وباستقرارنا فيه عادت لأجسادنا الأرواح، وأمنِّا في مركبنا من اختلال الدسر والألواح.
وبين هذا المرسى وبين جُدَّة نحو ساعتين من نهار. فبتنا فيه ليلتنا تلك، وقد استبشرنا ببلوغ المقصد الأسنى بفضل الله ورحمته، لأن السفر لا يمكنهم في هذا البحر ليلًا، إذا قاربوا البرّ، لكثرة شعبه وترشه، وهو من أعجب العجب في ذلك، ولولا تردد الملاحين فيه وخبرتهم به ما سلكه أحد، فتراهم إذا قاربوا البرّ أجلًسُوا أحدهم في مقدم المركب، يبصر ما لاح أمامه من الترش، ويقول للذي يمسك الخيزرانة: جرّ إليك، وادفع عنك.. ولولا ذلك ما عبر أحد هذا البحر، وآفاته كثيرة. والأمر فيه فوق ما وصفنا. وبسبب كثرة ترشه لا يسافر فيه اليمنيون إلا نهارًا، فتراهم إذا قرب الليل آووا إلى مرسى يلجئون إليه خوفًا من معاطبه، يرسون به نهارًا، ويقلعون منه نهارًا، وهكذا حالهم دائمًا فيه، سير النهار، وإقامة الليل، حسبما قدمنا ذكره، بخلاف المسافرين في صحراء عيذاب المذكورة، لأنهم يقيمون نهارًا، ويسيرون ليلًا.. ثم أقلعنا من مرسى أبحر غدوة يوم السبت الثامن لشهر رمضان المعظم المذكورة، فدخلنا ضحى اليوم المذكور جُدَّة حرسها الله عن عهد أربعة وعشرين يومًا من عيذاب محتسبة عند الله عز وجل لما رأينا فيها من الأهوال والأحوال الشاقة، ولكن على قدر المشقة يكون بفضل الله تعالى ولطفه الأجر.

### ابن الجبير
عاش الرحالة ابن جبير في القرن السادس الهجري. رست سفينته في خليج أبحر قبيل وصوله مدينة جُدَّة في طريقه إلى مكة المكرمة لأداء فريضة الحج عام (579هـ-1083م). وذكر في كتابه الآتي:
«أرسينا بمرسى يعرف بأبحر، وهو على بعد يوم من جدة، وهو من أعجب المراسي وضعاً وذلك أن خليجاً من البحر يدخل إلى البر والبر مُطيف به، من كلتا حافتيه، فترسي الجلاب منه في قرارة مكنة هادئة. فلما كان سحر يوم الإثنين بعده أقلعنا منه على بركة الله بريح فاترة، والله الميسر ولا رب سواه. فلما جنَّ الليل أرسينا على مقربة من جدة وهي بمرأى العين منا. وحالت الريح صبيحة يوم الثلاثاء بعده بيننا وبين دخول مرساها، ودخول هذه المرسى صعب المرام بسبب كثرة الشعاب والتفافها».

## الزحف العمراني
زحف العمران إلى خليج أبحر في أقرب نقطة له عند ناحيته الجنوبية وفي أبعدها عند الناحية الشمالية. كما أقيمت دارات أسمنتية وخشبية به في ناحيته.

## المصبات المائية
تتدفق سيول وادي عويمر من ضفة الحرة، جنوبًا ومن الجبال التي تقع عنها شرقًا، ثم تتجه نحو الغرب، وتنصب في خليج أبحر. ويصب وادي أم الحبلين في وادي عويمر أيضاً، وتتدفق سيولة من تلاع وسفوح الجبال التي تقع شمال وادي بريمان. وتجري نحو الشمال ثم تنصب في وادي عويمر. ويكونان مجرى واحدًا يصب في خليج أبحر. 

## اقرأ أيضاً
- أبحوريت.
- البحر الأحمر.